# Herzsprung (Film)
Herzsprung ist ein deutscher Spielfilm, der in Co-Produktion mit der DEFA-Studio Babelsberg GmbH, der Thomas Wilkening Filmgesellschaft mbH und dem ZDF unter der Regie von Helke Misselwitz entstand.

## Handlung
Der kleine Ort Herzsprung liegt an der Bundesautobahn 24 von Berlin in Richtung Hamburg und Rostock. Der Film beginnt in einer Großküche, in der Gänse für den Verkauf vorbereitet werden. Es ist die Zeit nach der Wiedervereinigung, alles befindet sich in Auflösung. Die russischen Soldaten ziehen ab, die Betriebe schließen, die Menschen verlieren ihre Arbeit. Zu ihnen gehört auch Johanna, die bisher noch mit ihren Kolleginnen Gänse gerupft hat. Auf der Fahrt nach Hause trifft sie einen fremden Schwarzen, der gerade mit russischen Soldaten ein Geschäft gemacht hat. Da er hierbei sein Fahrrad veräußerte, nimmt sie ihn mit bis zum Bahnhof nach Herzsprung.
Ihr eigener Mann Jan wurde durch die Arbeitslosigkeit aus der Bahn geworfen und verfällt dem Alkohol. Als sie eines Tages in der Badewanne liegt, hört sie aus dem nahegelegenen Rinderstall Schüsse. Schnell läuft sie, noch im Bademantel, dorthin und findet Jan, der erst alle Rinder und dann sich selbst erschossen hat. Nach der Trauerfeier lässt sie sich von einem Jungen aus dem Dorf, der den Spitznamen Soljanka trägt und der sie liebt, auf seinem Motorrad zum Frisiersalon ihrer Freundin Lisa fahren, um anschließend mit frisch gefärbten roten Haaren und mit ihr in die Stadt zum Tanz zu fahren.
Ihre ältere ehemalige Kollegin Elsa, die hin und wieder auf ihre zwei Kinder aufpasst, wird von Johannas verwitwetem Vater Jakob gefragt, ob sie zusammenleben wollen. Da diese nicht weiterhin allein leben möchte, stimmt sie versuchsweise zu. Auch Johannas Freundin Lisa erfüllt sich einen lang gehegten Traum. Sie zeigt Johanna das Notwendigste ihres Handwerks, übergibt ihr den Frisiersalon und macht sich auf den Weg in den Süden, um dort am Meer ihr Glück zu suchen.
Eines Tages sucht der schwarze Fremde in Herzsprung nach Johanna und findet sie. Sie verliebt sich in den Fremden, der in einem Imbissstand an der Autobahn Arbeit findet. Soljanka, der sie für sich haben möchte, hat sich mit seinen Freunden zu einer Gruppe zusammengeschlossen, die nicht nur äußerlich eine rechte Gesinnung vertritt. Er ist empört darüber, dass sich Johanna in einen Ausländer verliebt hat. Um ihn aus dem Weg zu räumen, zündet er den Verkaufswagen auf dem Rastplatz an, fesselt den Fremden an einen Baum und bedroht ihn mit Messerwürfen. Was Soljanka nicht weiß ist, dass sich Johanna in dem brennenden Imbiss befindet, aus dem sie sich retten kann. Als er blind ein Messer auf den Gefesselten wirft, tötet er ungewollt Johanna, die sich schützend vor den Geliebten gestellt hatte.

## Produktion
Herzsprung wurde unter dem Arbeitstitel  Illusion des Erwachens auf Fuji Fujicolor gedreht und hatte am 30. Oktober 1992 während der Internationalen Hofer Filmtagen seine Uraufführung. Die Erstausstrahlung im Fernsehen erfolgte am 13. Juni 1994 im ZDF.
2024 wurde er auf der Berlinale in der Reihe Retrospektive gezeigt.

## Kritik
Michael Hanisch schreibt in der Neuen Zeit, dass Herzsprung gewiss kein kämpferischer Film sei. Es fehle ihm „erfreulicherweise“ aber auch jede Larmoyanz und jedes Selbstmitleid, es werde nicht geklagt und gejammert. Der Film zeige eine Zustandsbeschreibung mit vielen Zwischentönen, denn die einfachen schwarzweißen Wahrheiten seien nicht vorhanden.
Das Lexikon des internationalen Films stellt fest, dass der hervorragend fotografierte und gespielte Erstlingsfilm eindrucksvoll ein weitgehend klischeefreies Bild einer von Arbeitslosigkeit, Ausländerhass und Perspektivlosigkeit geprägten Region vermittele, obwohl er erzählerisch holprig und im Einsatz symbolischer Verweise allzu aufdringlich sei.

## Auszeichnungen
- 1992: 40. Internationales Filmfestival San Sebastian: Lobende Erwähnung in der Sektion Erstlingsfilm